# Макнамара, Томас
То́мас «То́мми» Ли́ам Макнама́ра (англ. Thomas "Tommy" Liam McNamara, 6 февраля 1991, Уэст-Найак, Нью-Йорк, США) — американский футболист, полузащитник клуба MLS «Нью-Инглэнд Революшн».

## Клубная карьера
Во время обучения в Брауновском (в 2009—2012 годах) и Клемсонском (в 2013 году) университетах Макнамара выступал за их студенческие команды в NCAA.
16 января 2014 года на Супердрафте MLS Макнамара был выбран клубом «Чивас США» первым во втором раунде, и 14 февраля был подписан официально. Его дебют за команду состоялся 9 марта в матче против «Чикаго Файр», в котором он также забил свой первый гол за клуб. 12 апреля в матче против «Портленд Тимберс» Макнамара получил тяжёлую травму — разрыв передней крестообразной связки коленного сустава правой ноги, выбившую его из строя на восемь месяцев.
После того как «Чивас США» по окончании сезона 2014 был распущен, на драфте расформирования Макнамара был выбран клубом «Ди Си Юнайтед». На драфте расширения 2014, оставшийся незащищённым от выбора, Томас был выбран клубом «Нью-Йорк Сити». За новый клуб Макнамара дебютировал 29 марта 2015 года в матче против «Спортинг Канзас-Сити», заменив на 84-й минуте Эндрю Джейкобсона. 6 июня в матче против «Филадельфия Юнион», первом для Макнамары в стартовом составе клуба, он забил дебютный гол за ньюйоркцев. По окончании сезона 2018 «Нью-Йорк Сити» не продлил контракт с Макнамарой.
20 декабря 2018 года во втором раунде драфта возвращений Макнамара был выбран клубом «Хьюстон Динамо», был подписан 11 января 2019 года. За «Хьюстон» он дебютировал 19 февраля в первом матче 1/8 финала Лиги чемпионов КОНКАКАФ 2019 против гватемальской «Гуастатои». 18 мая в матче против «Ди Си Юнайтед» он забил свой первый гол за «Динамо».
17 августа 2020 года Макнамара с $175 тыс. распределительных средств был обменян в «Нью-Инглэнд Революшн» на Вильфрида Заибо с местом иностранного игрока. За бостонцев он дебютировал 29 августа в матче против «Нью-Йорк Ред Буллз», заменив на 73-й минуте Адама Буксу.

## Международная карьера
Макнамара был в предварительной заявке сборной США на Золотой кубок КОНКАКАФ 2017, однако в финальный список не попал.

## Статистика выступлений
| Выступление                    | Выступление      | Выступление      | Лига | Лига | Плей-офф | Плей-офф | Кубок | Кубок | ЛЧ КОНКАКАФ | ЛЧ КОНКАКАФ | Итого | Итого |
| Клуб                           | Лига             | Сезон            | Игры | Голы | Игры     | Голы     | Игры  | Голы  | Игры        | Голы        | Игры  | Голы  |
| ------------------------------ | ---------------- | ---------------- | ---- | ---- | -------- | -------- | ----- | ----- | ----------- | ----------- | ----- | ----- |
| Чивас США                      | MLS              | 2014             | 6    | 1    | —        | —        | 0     | 0     | —           | —           | 6     | 1     |
| Чивас США                      | Итого            | Итого            | 6    | 1    | —        | —        | 0     | 0     | —           | —           | 6     | 1     |
| Нью-Йорк Сити                  | MLS              | 2015             | 19   | 5    | —        | —        | 0     | 0     | —           | —           | 19    | 5     |
| Нью-Йорк Сити                  | MLS              | 2016             | 30   | 5    | 1        | 0        | 0     | 0     | —           | —           | 31    | 5     |
| Нью-Йорк Сити                  | MLS              | 2017             | 27   | 3    | 0        | 0        | 1     | 0     | —           | —           | 28    | 3     |
| Нью-Йорк Сити                  | MLS              | 2018             | 10   | 0    | 0        | 0        | 1     | 0     | —           | —           | 11    | 0     |
| Нью-Йорк Сити                  | Итого            | Итого            | 86   | 13   | 1        | 0        | 2     | 0     | —           | —           | 89    | 13    |
| Уилмингтон Хаммерхэдс (аренда) | USL              | 2015             | 3    | 0    | —        | —        | —     | —     | —           | —           | 3     | 0     |
| Уилмингтон Хаммерхэдс (аренда) | Итого            | Итого            | 3    | 0    | —        | —        | —     | —     | —           | —           | 3     | 0     |
| Хьюстон Динамо                 | MLS              | 2019             | 33   | 2    | —        | —        | 2     | 0     | 4           | 0           | 39    | 2     |
| Хьюстон Динамо                 | MLS              | 2020             | 4    | 0    | —        | —        | —     | —     | —           | —           | 4     | 0     |
| Хьюстон Динамо                 | Итого            | Итого            | 37   | 2    | —        | —        | 2     | 0     | 4           | 0           | 43    | 2     |
| Нью-Инглэнд Революшн           | MLS              | 2020             | 1    | 0    | 0        | 0        | 0     | 0     | —           | —           | 1     | 0     |
| Нью-Инглэнд Революшн           | Итого            | Итого            | 1    | 0    | 0        | 0        | 0     | 0     | —           | —           | 1     | 0     |
| Всего за карьеру               | Всего за карьеру | Всего за карьеру | 133  | 16   | 1        | 0        | 4     | 0     | 4           | 0           | 142   | 16    |